# Tíz kilométeres nagyságrend
Ez a lap a különböző nagyságrendek összehasonlítását segíti elő, a 10 kilométer és a 100 kilométer (104–105 méter) közötti hosszúságokat (szélességeket, magasságokat, mélységeket, átmérőket, távolságokat) sorolja fel. Az összes nagyságrendet átfogó lista a Nagyságrendek listája (hosszúság) szócikkben található meg.

## Értékek
104 (10 000) méter egyenlő az alábbiakkal:
- 10 kilométer
- 6,2 mérföld
- 1 mil, Norvégiában és Svédországban gyakran használt hosszmérték
- 1 peninkulma, Finnországban gyakran használt hosszmérték; korábban a peninkulma 10 688 km volt
- 1 farsang, Iránban és Törökországban gyakran használt hosszmérték

## Sport
- 42 km: a marathon futás hossza

## Természet
- 10 km: a hawaii-i Mauna Kea magassága a tengerfenéktől mérve
- 11 km: az óceán legmélyebb pontja, a Mariana-árokban
- 21 km: Manhattan hossza
- 34 km: a Csatorna (La Manche) legszűkebb része

## Emberi építmények
- 18 km: a Concorde utazási magassága
- 38,4 km: a világ leghosszabb hídjának, a louisianai Második Lake Pontchartrain Causeway hossza
- 39 km: a Csalagút tengeralatti darabjának hossza

## Csillagászat
- 10 km: a legnagyobb tömegű neutroncsillagok átmérője (3-5 naptömeg)
- 13 km: a Mars kisebbik holdjának, a Deimosnak az átlagos átmérője
- 20 km: a legkisebb tömegű neutroncsillagok átmérője (1,44 naptömeg)
- 20 km: a Jupiter Léda nevű holdjának az átmérője
- 20 km: a Szaturnusz Pán nevű holdjának az átmérője
- 22 km: a Mars kisebbik holdjának, a Phobosznak az átlagos átmérője
- 27 km: a Marson található Olympus Mons magassága, az alapjától mérve
- 58 km: a Neptunusz legbelső, Najád nevű holdjának az átmérője